# كاترين لوندي
كاترين لوندي (بالنرويجية: Katrine Lunde‏) مواليد 30 مارس 1980 في كريستيانساند، هي لاعبة كرة يد نرويجية تلعب كحارس مرمى. مثلت منتخب النرويج لكرة اليد للسيدات. شاركت في دورة الألعاب الأولمبية الصيفية سنة 2008.

## الميداليات
| الميدالية | المسابقة                            |
| --------- | ----------------------------------- |
| ذهبية     | الألعاب الأولمبية الصيفية 2008      |
| ذهبية     | الألعاب الأولمبية الصيفية 2012      |
| برونزية   | الألعاب الأولمبية الصيفية 2016      |
| ذهبية     | بطولة العالم لكرة اليد للسيدات 2011 |
| فضية      | بطولة العالم لكرة اليد للسيدات 2007 |
| برونزية   | بطولة العالم لكرة اليد للسيدات 2009 |
| ذهبية     | بطولة أوروبا لكرة اليد للسيدات 2004 |
| ذهبية     | بطولة أوروبا لكرة اليد للسيدات 2006 |
| ذهبية     | بطولة أوروبا لكرة اليد للسيدات 2008 |
| ذهبية     | بطولة أوروبا لكرة اليد للسيدات 2010 |
| فضية      | بطولة أوروبا لكرة اليد للسيدات 2002 |
| فضية      | بطولة أوروبا لكرة اليد للسيدات 2012 |

## روابط خارجية
- كاترين لوندي على موقع الاتحاد الدولي لكرة اليد (الإنجليزية)
- كاترين لوندي على موقع الاتحاد الأوروبي لكرة اليد (الإنجليزية)
- كاترين لوندي على موقع الاتحاد النرويجي لكرة اليد (النرويجية)
- كاترين لوندي على موقع اللجنة الأولمبية الدولية (الإنجليزية)
- كاترين لوندي على موقع أوليمبيديا (الإنجليزية)